# Roccia di copertura
Si definisce roccia di copertura (nella terminologia in lingua inglese: cap rock o seal) una roccia a bassissima permeabilità (tale da potersi definire praticamente impermeabile), in posizione geometrica sovrastante la roccia serbatoio, che ostacola o impedisce la migrazione verso l'alto per gravità degli idrocarburi e, in presenza di una trappola di tipo strutturale o stratigrafico, ne permette l'accumulo in un volume definito di roccia.
Possono essere rocce di copertura tutte le rocce con bassissima porosità efficace e bassissima permeabilità. In ordine di frequenza:
- argille e marne;
- evaporiti (sale, gesso, anidrite);
- rocce carbonatiche (calcari e dolomie) a tessitura molto fine (micriti) o fortemente cementate.
- rocce sedimentarie di tipo clastico (arenarie e conglomerati) cementate per opera della diagenesi fino a perdere i caratteri originari di alta porosità e permeabilità;

L'assenza della roccia di copertura o la sua scomparsa  per erosione o eventi tettonici, in un'area in cui sia avvenuta la naftogenesi,  permette la risalita degli idrocarburi formatisi fino alla superficie terrestre, dove possono formare laghi bituminosi, come a Ranch la Brea in California, o emissioni di gas naturale nell'atmosfera facilmente incendiabili (come Yanar Dag in Azerbaigian o Yanartaş in Turchia).